# Algemeen bijzonder onderwijs
Algemeen bijzonder onderwijs, afgekort ABO, is een onderwijstype in Nederland. Een school op algemeen bijzondere grondslag is een openbare school met een eigen bestuur. Kenmerkend is dat algemeen bijzonder onderwijs neutraal onderwijs is, neutraal in de zin van de gelijkwaardige betekenis van alle levensbeschouwingen en maatschappelijke stromingen.

## Achtergrond
De meeste scholen in Nederland hebben bijzonder onderwijs. De term bijzonder geeft aan hoe de school bestuurd wordt. Deze scholen zijn veelal verenigingen met ouders in het bestuur. Zij worden dus niet, in tegenstelling tot openbare scholen direct door de overheid beheerd. Alle scholen, ongeacht of ze bijzonder, algemeen bijzonder of openbaar zijn, bieden onderwijs dat georganiseerd is op basis van een onderwijskundige methode. Alle scholen die voldoen aan de accreditatie-eisen van de overheid, worden door de overheid bekostigd.
Naast Algemeen bijzonder onderwijs bestaat er in Nederland Confessioneel bijzonder onderwijs, waar het onderwijs gebaseerd is op een levensbeschouwelijke overtuiging, zoals rooms-katholieke, protestantse of islamitische scholen.

## Onderwijssoorten
- Methodisch klassikaal
- Agora-onderwijs
- Daltononderwijs
- Democratisch onderwijs
- Ervaringsgericht onderwijs
- Freinetonderwijs
- Iederwijs
- Jenaplanonderwijs
- Montessorionderwijs
- Ontwikkelingsgericht onderwijs
- TOM-onderwijs: Team Onderwijs op Maat
- Van der Huchtonderwijs
- Vrijeschoolonderwijs

De nutsscholen bieden neutraal algemeen bijzonder onderwijs, vergelijkbaar met openbaar onderwijs. Ze zijn opgericht door de Maatschappij tot Nut van 't Algemeen terwijl het openbaar onderwijs vroeger door de overheid zijn gesticht.
Dalton-, Freinet-, Jenaplan-, Montessori- en Vrijescholen worden ook Traditionele Vernieuwingsscholen genoemd. Ze zijn ontstaan aan het einde van de negentiende en het begin van de twintigste eeuw. De overigen schooltypen ontstonden in de tweede helft van de twintigste of aan het begin van de eenentwintigste eeuw.
Bijzondere scholen kunnen ook een religieuze én een onderwijskundige grondslag hebben. Daarnaast kunnen openbare scholen ook een onderwijskundige grondslag hebben. Ook is het mogelijk dat confessioneel-bijzondere scholen en openbare scholen bepaalde aspecten van onderwijskundige ideeën toepassen in hun onderwijs zonder daarmee zichzelf te bestempelen als een school voor algemeen bijzonder onderwijs.